# The Blueprint
The Blueprint es el sexto álbum de estudio del rapero Jay-Z, lanzado el 11 de septiembre de 2001. Según Nielsen SoundScan, hasta agosto de 2012, The Blueprint había vendido 2 730 000 copias en Estados Unidos.
El lanzamiento del álbum de adelantó en una semana debido a las filtraciones existentes que amenazaban con arruinar el estreno. Las sesiones de grabación se llevaron a cabo  a lo largo de 2001 en los estudios Manhattan Center Studios y Baseline Studios, en Nueva York y presentan influencias de soul gracias a las colaboraciones, principalmente, de Kanye West, Just Blaze y Bink, así como Timbaland, Trackmasters y Eminem, quien también contribuye como único invitado del álbum.
En el momento de la grabación del álbum, Jay-Z estaba esperando dos juicios penales, uno por posesión de armas y otro por agresión, y se había convertido en uno de los artistas más despreciados del hip hop, recibiendo insultos de raperos como Nas, Prodigy y Jadakiss. A pesar de sus problemas legales, Jay-Z consiguió escribir los trece temas que componen el álbum, contando con la producción de Kanye West en cuatro de ellos y también de Just Blaze. 
The Blueprint recibió importantes elogios por parte de la crítica especializada, que resaltó especialmente  el lirismo de los temas y el paisaje sonoro basado en el soul que impregna todo el álbum. Está considerado como uno de los mejores álbumes de hip-hop de todos los tiempos, así como uno de los mejores álbumes jamás realizados. A pesar de que su lanzamiento coincidió con los ataques del 11 de septiembre, vendió más de 427.000 copias en su primera semana y debutó en el número uno en las listas estadounidenses, manteniéndose en lo más alto durante tres semanas consecutivas.

## Lista de canciones
1. "The Ruler's Back"
2. "Takeover"
3. "Izzo (H.O.V.A.)"
4. "Girls, Girls, Girls"
5. "Jigga That Nigga"
6. "U Don't Know"
7. "Hola' Hovito"
8. "Heart of the City (Ain't No Love)"
9. "Never Change"
10. "Song Cry"
11. "All I Need"
12. "Renegade" (con Eminem)
13. "Blueprint (Momma Loves Me)"
14. "Girls, Girls, Girls, Pt. II"